# Sparkasse Neuss
Die Sparkasse Neuss ist eine öffentlich-rechtliche Sparkasse mit Sitz in Neuss. Ihr Geschäftsgebiet umfasst den gesamten Rhein-Kreis Neuss. Die vollständige Firmierung gemäß Handelsregister lautet Sparkasse Neuss – Zweckverbandssparkasse des Rhein-Kreises Neuss, der Stadt Neuss, der Stadt Korschenbroich und der Stadt Kaarst.

## Geschichte
Die Städtische Sparkasse zu Neuß wurde am 22. September 1828 als eine der ersten in der Rheinprovinz in Verbindung mit einem Leihhaus gegründet. 1855 wurden Filialrendaturen in Dormagen und Rommerskirchen eröffnet. 1994 fusionierte die Stadtsparkasse Neuss mit der Kreissparkasse Grevenbroich von 1856. Die neue Sparkasse wurde das größte Kreditinstitut im Rhein-Kreis Neuss. 2002 wurde die Stadtsparkasse Korschenbroich aufgenommen, 2006 auch die in Büttgen ansässige Stadtsparkasse Kaarst-Büttgen. 2003 feierte das Unternehmen am 22. September sein 175-jähriges Bestehen.

## Organisationsstruktur
Die Sparkasse Neuss ist eine Anstalt des öffentlichen Rechts. Rechtsgrundlage ist das Sparkassengesetz Nordrhein-Westfalen, Organe sind der Vorstand und der Verwaltungsrat. Die zuständige Aufsichtsbehörde ist das Finanzministerium des Landes Nordrhein-Westfalen in Düsseldorf.
Über das klassische Bankgeschäft hinaus engagieren sich die Sparkasse Neuss und ihre sieben Stiftungen in vielfältiger Art und Weise für die Weiterentwicklung der Lebensqualität im Rhein-Kreis Neuss. Die Förderschwerpunkte dieses Engagements sowie die Wertschöpfungsbilanz veröffentlicht die Sparkasse in ihrem Blog.
An der Sparkasse Neuss sind die Eigentümer mit folgenden Quoten beteiligt: Rhein-Kreis Neuss: 34,53 %, Stadt Neuss: 50,00 %, Stadt Kaarst: 9,74 % und Stadt Korschenbroich: 5,73 %.

## Geschäftszahlen
Die Sparkasse Neuss wies im Geschäftsjahr 2024 eine Bilanzsumme von 8,023 Mrd. Euro aus und verfügte über Kundeneinlagen von 6,469 Mrd. Euro. Gemäß der Sparkassenrangliste 2024 liegt sie nach Bilanzsumme auf Rang 43. Sie unterhält 48 Filialen/Selbstbedienungsstandorte und beschäftigt 1.058 Mitarbeiter.